# IC 1672
IC 1672 је спирална галаксија у сазвјежђу Рибе која се налази на листи објеката дубоког неба у Индекс каталогу.
Деклинација објекта је + 29° 41' 56" а ректасцензија 1h 20m 38,3s. Привидна величина (магнитуда) објекта IC 1672 износи 13,1 а фотографска магнитуда 13,9. IC 1672 је још познат и под ознакама UGC 872, MCG 5-4-24, CGCG 502-36, KCPG 30B, PGC 4848.